# The Great Heart
The Great Heart è un cortometraggio di David Miller del 1938.

## Trama
Questo cortometraggio racconta la storia vera del prete Damiano de Veuster (1840-89) conosciuto come padre Damian che aiutò i lebbrosi sull'isola delle Hawaii di Molokai.

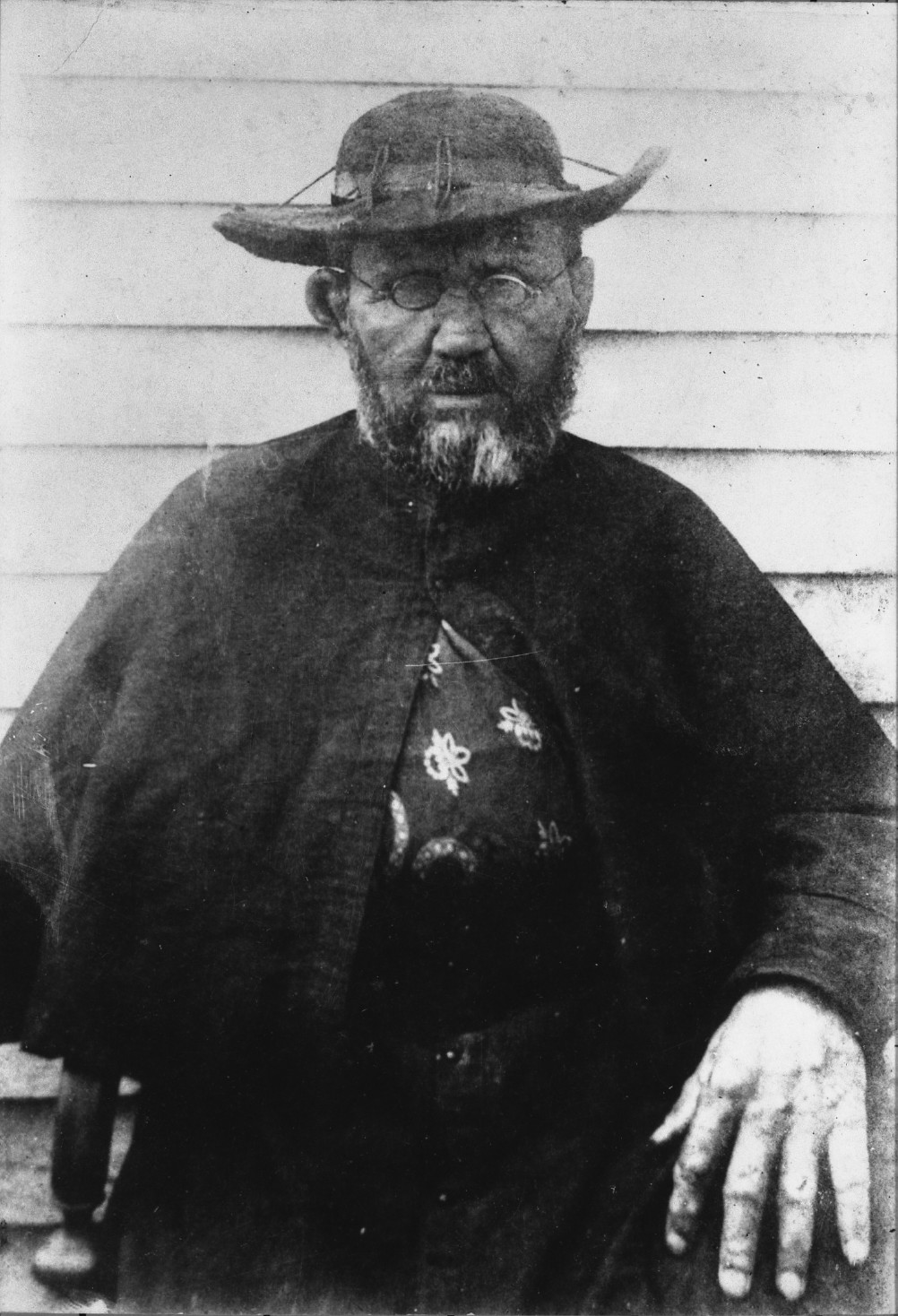
Foto del vero padre Damien nel 1888 malato di lebbra

## Riconoscimenti
- Nomination Oscar al miglior cortometraggio[1]

## Curiosità
Il film è conosciuto anche con il nome di :
- Carey Wilson's The Great Heart (USA) (titolo completo)
- Father Damien	(USA)
- Father Damien the Leper Priest	(USA)